# 火星横断小惑星
火星横断小惑星（かせいおうだんしょうわくせい、Mars-crosser asteroid）は、その軌道が火星と交叉する小惑星である。
地球近傍小惑星のうち、アモール群やアポロ群に属する物の大半、ならびにダモクレス族の一部は火星横断小惑星でもある。